# Verhni Torhaii, Nîjni Sirohozî
Verhni Torhaii (în ucraineană Верхні Торгаї) este o comună în raionul Nîjni Sirohozî, regiunea Herson, Ucraina, formată numai din satul de reședință.

## Demografie
Componența lingvistică a comunei Verhni Torhaii
     Ucraineană (93,65%)
     Rusă (5,54%)
     Alte limbi (0,82%)
Conform recensământului din 2001, majoritatea populației comunei Verhni Torhaii era vorbitoare de ucraineană (93,65%), existând în minoritate și vorbitori de rusă (5,54%).